# Order Ismaila
Order Ismaila (arab. Nishan Ismail, نيشان إسماعيل) – drugi order Sułtanatu i Królestwa Egiptu ustanowiony przez pierwszego sułtana Egiptu Husajna Kamila na cześć jego ojca Isma’ila Paszy. Nadawany był w latach 1915–1953 za znamienite zasługi Egipcjanom i obcokrajowcom.
Mógł zostać przyznany w czterech klasach:
- I klasa – Wielka Wstęga (z gwiazdą orderową),
- II klasa – Wielki Oficer (odznaka orderowa na wstędze wieszanej na szyi z gwiazdą),
- III klasa – Komandor (odznaka orderowa na wstędze wieszanej na szyi),
- IV klasa – Oficer (odznaka mocowana do wstążki z rozetką przypinanej do piersi).